# Aliso (fiume)
L'Aliso è un fiume della Corsica settentrionale che sfocia nel golfo di San Fiorenzo presso il villaggio di San Fiorenzo. È il principale corso d'acqua della microregione del Nebbio ed ha un percorso di 20,6 km che si articola all'interno del territorio del dipartimento dell'Alta Corsica.

## Percorso
Nasce a 1190 metri d'altezza presso la Bocca di Tenda, nel massiccio del monte Asto, all'interno del territorio del comune di Sorio. Nel suo primo tratto è conosciuto come Rio di Nocio (Ruisseau de Nocio in francese) e poi come Raghiunti. Sfocia nel mar Ligure presso il borgo di San Fiorenzo.